# Sistema dual de televisión
El Sistema dual de televisión consiste en un canal de audio auxiliar disponible en algunos canales de la televisión analógica (sobre todo públicos) y en casi todos los canales de la televisión digital terrestre y la televisión por cable. Normalmente se emplea para ofertar al espectador la posibilidad de escuchar diversos programas en su versión original o con distintos doblajes o comentarios auxiliares que ayuden a personas con problemas visuales a entender mejor los programas.